# 女御
女御，是最早見於中國古籍《周禮》中的記載：「女御：掌御敘於王之燕寢。以歲時獻功事。凡祭祀，贊世婦。大喪，掌沐浴。后之喪，持翣從世婦而吊於卿大夫之喪」。
隋代，隋文帝後宮編制設女御，定員三十八人，位在世婦之下，但由於皇后獨孤伽羅不許丈夫納妾，故此並沒有實際設置。隋煬帝置寶林二十四員，品正第五；御女二十四員，品正第六；采女三十七員，品正第七，三者合稱為女御。
日本古代宮廷中，女御為天皇嬪妃位階的一種，多出自皇族或大臣的女兒。女御地位僅次於皇后和中宮，官階為三位以上。
在奈良時代和平安時代前期，女御原本是嬪的別稱，但在平安時代中期之後，隨著後宮位號的更動，女御和嬪分為兩種不相等的意義，並且取代了嬪的位號，成為一個獨立且僅次於皇后和中宮的位號。女御也是皇太子、親王側室的位號。
在戰國時代由於皇室財政困窘，女御以及以上的後宮位階無以為繼，直到安土桃山時代以及緊接著的江戶時代之後才恢復，並開始形成中宮由眾女御中選出的慣例。

## 其他
- 如果內親王、女王成為女御，稱為王女御。
- 內定的皇后或中宮人選，仍必須先以女御的身分入內，待日後再擢昇。
- 如果女御懷有皇女，稱為皇女腹樣。
- 由於目前日本皇室實行一夫一妻制，因此女御和其他除皇后以外的位號也不再使用。
- 日本歷史上第一位女御是桓武天皇朝的紀乙魚，而最後一位女御則是九条夙子（孝明天皇女御、明治天皇嫡母）。